# FOREVER DAZE
『FOREVER DAZE』（フォーエバー・デイズ）は、RADWIMPSのメジャー8枚目、通算10枚目のスタジオ・アルバム。2021年11月23日にユニバーサルミュージック内のレーベル、Muzinto Records/EMI Recordsから発売された。

## 背景
前作『ANTI ANTI GENERATION』より約3年ぶりとなるオリジナルアルバム。前作以降配信限定でリリースされていた「夏のせい」「鋼の羽根」「TWILIGHT」「うたかた歌 feat.菅田将暉」「SUMMER DAZE 2021」、2019年に映画『天気の子』主題歌として発表された「グランドエスケープ」のRADWIMPSオリジナルバージョン、2020年にCMソングに起用された「猫じゃらし」のアレンジバージョンとなる「犬じゃらし」、他新曲を含む全14曲を収録。なお収録が予定されていた「ココロノナカ (Complete ver.)」は未収録となった。
通常CD作品は水曜日にリリースされるのが通例だが、本作の発売日である2021年11月23日は火曜日である。
EP収録や配信限定などで先行リリースされた楽曲も多く、アルバム詳細が発表された時点で7曲が公開されていたが、CDシングルとしてリリースされた楽曲が1曲もなく、これはインディーズ時代も含めて初めてである。
2021年9月にギターの桑原彰が、週刊誌による報道の影響で活動休止を発表したが、本作のレコーディングには参加している。
また、『人間開花』『ANTI ANTI GENERATION』には、同じく活動休止(無期限休養)となっているドラムの山口智史が、2015年9月の休止以前にレコーディングした楽曲が収録されたが、本作にはどの楽曲にも参加していないため、クレジットには名前が載っていない。
2021年12月より、6か所12公演のアリーナツアー「FOREVER IN THE DAZE TOUR 2021-2022」を開催。ツアーにはギターの桑原は休止中に伴い参加せず、サポートギタリストとしてTAIKING(Suchmos)、マスダミズキ(miida / ex.ねごと)が出演する。
2024年10月に桑原の脱退が発表されたため、桑原が参加した最後のオリジナルアルバムとなった。

## リリース
完全受注生産限定15th Anniversary Box（GOODS付）・15th Anniversary Box（初回限定盤）・通常盤の3形態でリリースされる。完全受注生産限定15th Anniversary Box（GOODS付）・15th Anniversary Box（初回限定盤）に付属するBlu-ray/DVDは新曲「TWILIGHT」のMusic Videoと、昨年11月にメジャーデビュー15周年を記念して横浜アリーナにて開催された特別公演「15th Anniversary Special Concert」の模様を新たに編集し収録した映像作品となっている。また、完全受注生産限定15th Anniversary Box（GOODS付）には、15周年アニバーサリー仕様のTシャツやポスター（8つ折）・ステッカーも封入される。
| 形態                                           | 規格                        | 規格品番   |
| ---------------------------------------------- | --------------------------- | ---------- |
| 完全受注生産限定15th Anniversary Box (GOODS付) | CD+Blu-ray+PHOTO BOOK+GOODS | PRON-1036  |
| 完全受注生産限定15th Anniversary Box (GOODS付) | CD+2DVD+PHOTO BOOK+GOODS    | PRON-1037  |
| 15th Anniversary Box (初回限定盤)              | CD+Blu-ray+PHOTO BOOK       | UPCH-29410 |
| 15th Anniversary Box (初回限定盤)              | CD+2DVD+PHOTO BOOK          | UPCH-29411 |
| 通常盤                                         | CD                          | UPCH-20594 |

## チャート成績
本作は初動で推定29,505枚を売り上げ、オリコン初登場3位を記録。2021年12月1日公開のビルボード・ジャパンチャートにおいてもCDセールス3位、ダウンロード数3位（1,917DL）、ルックアップ6位で総合チャート「Hot Albums」3位に初登場した。

## 収録内容
| 全作曲: 野田洋次郎。 |                              |                    |            |                         |      |
| #                    | タイトル                     | 作詞               | 作曲・編曲 | 編曲                    | 時間 |
| 1.                   | 「海馬」                     | 野田洋次郎         | 野田洋次郎 | RADWIMPS                | 4:26 |
| 2.                   | 「SHIWAKUCHA feat.Awich」    | 野田洋次郎 / Awich | 野田洋次郎 | RADWIMPS                | 4:05 |
| 3.                   | 「匿名希望」                 | 野田洋次郎         | 野田洋次郎 | 野田洋次郎 / Chaki Zulu | 4:09 |
| 4.                   | 「TWILIGHT」                 | 野田洋次郎         | 野田洋次郎 | RADWIMPS                | 4:23 |
| 5.                   | 「桃源郷」                   | 野田洋次郎         | 野田洋次郎 | RADWIMPS                | 4:03 |
| 6.                   | 「夏のせい」                 | 野田洋次郎         | 野田洋次郎 | RADWIMPS                | 5:43 |
| 7.                   | 「MAKAFUKA」                 | 野田洋次郎         | 野田洋次郎 | RADWIMPS                | 5:31 |
| 8.                   | 「Tokyo feat.iri」           | 野田洋次郎 / iri   | 野田洋次郎 | RADWIMPS                | 3:22 |
| 9.                   | 「うたかた歌 feat.菅田将暉」 | 野田洋次郎         | 野田洋次郎 | RADWIMPS                | 6:06 |
| 10.                  | 「犬じゃらし」               | 野田洋次郎         | 野田洋次郎 | RADWIMPS                | 5:55 |
| 11.                  | 「グランドエスケープ」       | 野田洋次郎         | 野田洋次郎 | RADWIMPS                | 5:37 |
| 12.                  | 「かたわれ」                 | 野田洋次郎         | 野田洋次郎 | RADWIMPS                | 3:59 |
| 13.                  | 「鋼の羽根」                 | 野田洋次郎         | 野田洋次郎 | RADWIMPS                | 5:21 |
| 14.                  | 「SUMMER DAZE 2021」         | 野田洋次郎         | 野田洋次郎 | RADWIMPS                | 6:51 |
| 合計時間:            | 合計時間:                    | 合計時間:          | 合計時間:  | 69:26                   |      |

### Blu-Ray/DVD
- 「15th Anniversary Special Concert」＠横浜アリーナ [2020.11.23]

| 監督: 谷聰志。 |                                 |      |            |
| #              | タイトル                        | 作詞 | 作曲・編曲 |
| 1.             | 「タユタ」                      |      |            |
| 2.             | 「グランドエスケープ」          |      |            |
| 3.             | 「DARMA GRAND PRIX」            |      |            |
| 4.             | 「新世界」                      |      |            |
| 5.             | 「シュプレヒコール」            |      |            |
| 6.             | 「パーフェクトベイビー」        |      |            |
| 7.             | 「NEVER EVER ENDER」            |      |            |
| 8.             | 「おしゃかしゃま」              |      |            |
| 9.             | 「G行為」                       |      |            |
| 10.            | 「お風呂上がりの」              |      |            |
| 11.            | 「やどかり」                    |      |            |
| 12.            | 「棒人間」                      |      |            |
| 13.            | 「螢」                          |      |            |
| 14.            | 「告白」                        |      |            |
| 15.            | 「トレモロ」                    |      |            |
| 16.            | 「有心論」                      |      |            |
| 17.            | 「ます。」                      |      |            |
| 18.            | 「バグッバイ」                  |      |            |
| 19.            | 「おあいこ (Guest:ハナレグミ)」 |      |            |
| 20.            | 「いいんですか?」               |      |            |
| 21.            | 「スパークル」                  |      |            |
| 22.            | 「DADA」                        |      |            |

- 「TWILIGHT」Music Video
監督: 山田健人

## 楽曲解説
海馬
「グラウンドゼロ」等を彷彿させるような、イントロのオルガンが印象的な本アルバムのエントランスともなる楽曲であり、RADWIMPSとしてのバンドサウンドも高らかに感じさせる冒険譚のような一曲。イントロは最後に完成したという。途轍もない物語が始まる演出がしたくて制作に至った。 去年の一年以上前、コロナ禍でスタジオに篭り、ツアーが中止になっていく中、自分を奮い立たせるものをと製作していた。歌詞については、一つの冒険をする、君という人との冒険を描きたかったとのこと。
「TWILIGHT」と迷って一曲目にするか考えていたという。もしくは二曲目だった。  タイトルについては、見た事のある景色やデジャブのような記憶や感覚、運命的なものは全て海馬で起きている出来事だと捉えたと語っている。
SHIWAKUCHA feat.Awich
Awichが参加している。
「0か100か」をオケでも表現したかったと野田洋次郎は語る。器用に歌う歌ではないと感じたため、デモの歌を使用している。
匿名希望
共同プロデューサーとしてChaki Zuluが参加している。
世の中の空気に対して「誰かが誰かを憎んでいないとやっていけない」塞がった空気感に野田はNOと言いたいという気持ちで歌詞を書いていたという。昨今、それぞれの人間の意志はここまで希薄になっているのかと感じ、自分は自分でいたい、自分の目の届く場所を強く愛していきたいと感じたと語る。
曲順は後半でも成立するが、このアルバムでは序盤で大きな波がきて、後半につれて波が凪いで美しい地平が見えるように既に想定していた。よってこの場所に持ってきたという。
TWILIGHT
『ONE PIECE』コミックス100巻/アニメ1000話記念映像作品"WE ARE ONE."主題歌。
2021年7月23日に配信限定でリリースされた。
今回のタイアップ用に書き下ろされた訳ではなく、「海馬」同様昨年のコロナ禍でスタジオに篭って製作していたという。
ツアーの中止が相次ぎ、ツアーの準備していた自分達が削られていくような気がして、自分を励ましてあげる、意地でも希望を歌うしかないと考えていた。
桃源郷
ABEMA『恋する♥週末ホームステイ 2021秋 沖縄』主題歌。
映画『天気の子』製作時に作られていた楽曲であり、同映画のストーリーを彷彿とさせる歌詞がある。
結構なパターン数制作された楽曲であり、韻を踏んだり、声を加工したりと試行錯誤の末制作された。
夏のせい
『夏のせい ep』収録曲。
コロナ禍の前から製作されていた楽曲。「セプテンバーさん」のような夏の終わる寂しさをちゃんと夏で表現したいと思い制作された。
「FUJI ROCK FESTIVAL'21」「ROCK IN JAPAN FESTIVAL 2023」出演時に1曲目としてライブ初披露された。ライブで演奏されたのはこの二度のみである。
MAKAFUKA
スマートフォン向けゲームアプリ「グランサガ (Gran Saga)」テーマソング。
RADWIMPSにとっては初めてのスマートフォンゲームのタイアップであり、プロデューサーの川村元気と直接のやりとりで制作されていたという。どうやって作ったのかもわからないくらい試行錯誤したと野田は語る。楽曲については、わかりやすく設定するなら対象は恋人ではあるが「この人がいるから生きていきたい」と思える対象に向けて歌った楽曲だと語る。
サビのメロディは初音ミクなどのボーカロイドの文化を意識して作られた。
Tokyo feat.iri
iriが参加している。
ミュージシャンが一度は描くモチーフの「東京」を2年前くらいから形にしたいと考えていた、東京生まれ東京育ちの野田だからこそ描ける楽曲があるのではないかと制作に至った。これから眠る人、これから一日を過ごす人同士が交差するような雰囲気を彷彿とさせる一曲。不思議とカセット感があると語っている。
うたかた歌 feat.菅田将暉
映画『キネマの神様』主題歌。
菅田将暉が参加している。また映画には野田、菅田将暉も出演している。
2021年8月6日に配信限定でリリースされた。
『FUJI ROCK FESTIVAL'21』に菅田将暉がゲストとして参加し、ライブ初披露された。その模様が同日生放送された『ミュージックステーション』にて放送された。
配信限定シングルとの音源とはイントロが一部異なる。
2021年12月からの『FOREVER IN THE DAZE』ツアーでは野田単独で歌われている。
犬じゃらし
「猫じゃらし」をフル・オーケストラ・バージョンにリアレンジした楽曲。
ライブでは「猫じゃらし」も含め一度も披露されていない。
グランドエスケープ
映画『天気の子』主題歌のRADWIMPSオリジナルバージョン。キーが変更されている。
三浦透子がコーラスで参加している。
本バージョンは2020年11月開催の「RADWIMPS 15th Anniversary Special Concert」にて先行で披露されており、初回限定版には映像が収められている。
「RADWIMPS FOREVER IN THE DAZE TOUR 2021-2022」では一部公演のアンコールで披露された。
かたわれ
「RADWIMPS FOREVER IN THE DAZE TOUR 2021-2022」では一部公演のアンコールで披露された。
鋼の羽根
大塚製薬「カロリーメイト リキッド」CMソング。
2021年4月5日に配信限定でリリースされた。
アルバム発売ツアーでライブ初披露された。
SUMMER DAZE 2021
2021年8月18日より「SUMMER DAZE」という曲名で、YouTubeとSoundCloudにて無料公開されていたが、10月8日に、アルバムのトラックリストの公開と同時に、「SUMMER DAZE 2021」という曲名に変更された。
野村訓市の「夏のアンセムをつくらない？」という提案から制作された。

## クレジット

### RADWIMPS
野田洋次郎：Vocal & Guitar & Piano
桑原彰：Guitar
武田祐介：Bass

### 参加ミュージシャン
| Drum Support：森瑞希 Featuring Vocal：Awich・iri・菅田将暉 Chorus：三浦透子 Trumpet：タブゾンビ [SOIL&"PIMP"SESSIONS]・竹内悠馬・川上鉄平 Euphonium：権藤知彦 Trombone：滝本忠史・辻田雅史・宮内岳太郎 Tuba：木村仁哉 Sax：栗原 健 Violin：藤堂昌彦・川口静華・伊能修・石亀協子・石橋尚子・地行美穗・漆原直美・白澤美佳・森本安弘・亀田夏絵・城元絢花・中島優紀・徳永友美・亀井友莉・芹田碧・押鐘貴之・中島知恵・黒木友美 Viola：細川亜維子・生野正樹・菊地幹代・坂口弦太郎・三品芽生·二木美里·金孝珍 Violincello：徳澤青弦・結城貴弘・古川淑惠・西谷牧人・森田香織・稲本有彩 Contrabass：玉木寿美・高杉健人・地代所悠・木村将之・小谷和秀・田辺和弘 Clarinet / Bass Clarinet：中ヒデモト Flute / Piccolo：濱崎麻里子 Flute：羽鳥美紗紀 Oboe：庄司さとし Harp：古澤綾 Percussion：萱谷亮一・相川瞳・大場章裕 | Strings Cooperation：徳澤青弦 Director：山口一樹 Co-Producer：Chaki Zulu [M-03] Recording & Mixing Engineer：菅井正剛・土岐彩香・Chaki Zulu・澤本哲朗 [青葉台スタジオ]・Erik Madrid Sounds Mastering：Bob Ludwing [Gateway Mastering Studios] |

## ツアー
本作を引っ提げたツアー『FOREVER IN THE DAZE TOUR 2021-2022』が開催される。なお、ギターの桑原は週刊誌報道の影響により活動休止中であるため、ツアーには参加せず、サポートギタリストとしてTAIKING(Suchmos)、マスダミズキ(miida / ex.ねごと)が出演する。
また、年を跨いで1本のツアーを行うのは初となる。
| 日程               | 開場/開演   | 都道府県 | 会場                           |
| ------------------ | ----------- | -------- | ------------------------------ |
| 2021年12月4日(土)  | 16:30/18:00 | 神奈川県 | ぴあアリーナMM                 |
| 2021年12月5日(日)  | 16:00/17:30 | 神奈川県 | ぴあアリーナMM                 |
| 2021年12月21日(火) | 16:30/18:00 | 福岡県   | マリンメッセ福岡A館            |
| 2021年12月22日(水) | 16:30/18:00 | 福岡県   | マリンメッセ福岡A館            |
| 2022年1月8日(土)   | 16:30/18:00 | 千葉県   | 幕張メッセ国際展示場9-11ホール |
| 2022年1月9日(日)   | 16:00/17:30 | 千葉県   | 幕張メッセ国際展示場9-11ホール |
| 2022年1月18日(火)  | 16:30/18:00 | 兵庫県   | 神戸ワールド記念ホール         |
| 2022年1月19日(水)  | 16:30/18:00 | 兵庫県   | 神戸ワールド記念ホール         |
| 2022年1月25日(火)  | 16:30/18:00 | 愛知県   | 日本ガイシホール               |
| 2022年1月26日(水)  | 16:30/18:00 | 愛知県   | 日本ガイシホール               |
| 2022年1月29日(土)  | 16:30/18:00 | 宮城県   | セキスイハイムスーパーアリーナ |
| 2022年1月30日(日)  | 16:00/17:30 | 宮城県   | セキスイハイムスーパーアリーナ |